# Miha Čop
Miha Čop, slovenski alpinist in preporodovec, * 10. oktober 1888, Blejska Dobrava, † 2. marec 1938, Jesenice. 

## Življenje
Miha Čop, znan tudi kot Strojev Miha z Blejska Dobrave, se je rodil v kmečki družini očetu Mihaelu in materi Mini (rojeni Sodja).  Po osnovni šoli je izobraževanje nadaljeval na Gimnaziji Kranj, kjer je maturiral leta 1907 in se vpisal na pravo na Dunaju. Kmalu se je preselil v Prago in študija prava ni nikoli dokončal. Leta 1912 je prostovoljno odšel v Črno Goro in se kot četnik boril v balkanskih vojnah, zlasti na planini Taraboš na meji z Albanijo. Dvakrat je bil odlikovan za hrabrost. Po vojni se je vpisal na Univerzo v Beogradu, vendar študija ni dokončal, ker se je začela prva svetovna vojna. 1914 so ga zaradi srbofilstva zaprli na Ljubljanski Grad in ga selili iz zapora v zapor ter v taborišče Lebring. Po vojni je kot carinik služboval na Rakeku, v Tržiču in na Jesenicah, kjer je bil upravnik carinarnice. Poročen je bil z Mici Kessler iz Ljubljane, ki je bila učiteljica na Jesenicah. Zadnja leta svojega življenja je posvetil planinstvu. Deset let je bil predsednik kluba Jeseniška Skala. Mladim smučarskim tekmovalcem v alpskih disciplinah je priskrbel poklicnega avstrijskega trenerja Heinricha Harrerja in vključil slovenske alpske smučarje v mednarodno olimpijsko areno.  
Leta 1937 je preplezal severno Triglavsko steno in napisal v spominsko knjigo: »Samega sebe obrajtam!« Istega leta je zbolel za rakom na grlu in naslednjo pomlad na pepelnično sredo umrl. Zapustil je ženo ter desetletnega sina. Pokopan je na pokopališču na Jesenicah, kjer so mu priredili svečano pogrebno slovesnost. Njegov sin Miha Čop - Mišo (1926—1944) je padel med partizani (bil je načelnik propagandne komisije pri pokrajinskem odboru ZSM za Štajersko) v bojih za Mozirje leta 1944.
Po njegovi smrti so člani kluba Skala, katerega predsednik je bil Miha Čop, sklenili vsako leto za njegov god prirediti izlet v Vrata, kjer bo maša zanj; nato pa bo pri križu na vrhu Škrlatice še spominska slovesnost.